# بابيلون (برنامج)
بايبلون هو برنامج يستعمل للترجمة، تابع لشركة إسرائيلية، ويحتوي أيضًا على قاموس. بايبلون يبرمج في إسرائيل ويعمل فقط على نظام تشغيل ويندوز، وحديثًا على ماك أو إس إكس.

## التاريخ
بدأ بايبلون في سنة 1995 مع فكرة اختراع قاموس إنجليزي-عبري. شركة بايبلون م.ض. التي تصنع البرنامج أسست سنة 1997.

## بايبلون 8
كل الإصدارات السابقة استقبلت فقط اللغة الإنجليزية والعبرية، ولكن في الإصدار الثامن يستقبل 75 لغة مختلفة، مع استقبال ترجمة صفحات الويب والمستندات.